# ئی‌ام‌سی ای‌ای
ئی‌ام‌سی ای‌ای (انگلیسی: EMC AA) یک لوکوموتیو دیزلی ساخت شرکت الکترو-موتیو دیزل بوده است.
این لوکوموتیو که مابین سال‌های ۱۹۴۰ تا ۱۹۶۲ تولید می‌شده دارای ۱۲ سیلندر، ۱۰۰۰ اسب بخار توان خروجی و ۱۵۸ کیلومتر بر ساعت سرعت نهایی بوده است.